# Gomponsom
Gomponsom ist sowohl eine Gemeinde (französisch commune rurale) als auch ein dasselbe Gebiet umfassendes Departement im westafrikanischen Staat Burkina Faso in der Region Nord und der Provinz Passoré. Die Gemeinde hat in 15 Dörfern 18.259 Einwohner.
Bürgermeister Souleymane Zida ist als Naaba Kougri auch traditioneller Dorfchef. Gomponsom hat eine Partnergemeinde in Frankreich: Ernée.